# Candide (théologien)
Pour les articles homonymes, voir Candide (homonymie).
Candide  ou Candidus est un auteur arien du IVe siècle, uniquement connu par ses échanges de lettres avec le théologien Marius Victorinus.

## Biographie
Il a laissé une lettre intitulé Candidi Ariani ad Marium Victorinum de generation divina (« lettre de Candidus Arien à Marius Victorinus, sur la génération divine »), adressée vers 357 au rhéteur africain Marius Victorinus, qui la copie en tête de sa réfutation. Selon Pierre Hadot, Candidus emploie le même vocabulaire très technique et les mêmes concepts que Victorinus, et pourrait être un ami ou élève de Victorinus. Candidus adresse une seconde lettre à Victorinus vers 358, accompagnée de la traduction latine de la lettre d'Arius à Eusèbe de Nicomédie, ce qui constitue un document important sur la connaissance de l'arianisme.
Selon Pierre Nautin, Candidus est un personnage fictif, créé par Victorinus pour introduire par artifice littéraire un certain nombre de critiques des conceptions antérieures sur la théologie trinitaire, évitant ainsi de paraître les exprimer en son nom. À la suite des articles de Pierre Nautin et de Simonetti, Pierre Hadot admet en 1971 que Candidus est un personnage inventé.